# Jordi de Jerusalem
Jordi de Jersusalem o Jordi Hagiopolita, en llatí Georgius Hagiopolita, fou un escriptor grec, del qual Lleó Al·laci esmenta un tractat sobre éssers incorporis anomenat Λόγος ἐγκωμιαστικὸς εἰς τοὺς ἀσωμάτονς. Al·laci va traduir l'obra al llatí i la va condemnar per contenir al seu parèixer novetats i blasfèmies sobre els àngels. No se sap gaire més d'aquest autor.